# Silba
Silba - Initiative for Dialogue and Democracy er en organisation, der arbejder for demokratisk udvikling i de lande i Central- og Østeuropa, som tidligere var en del af Warszawapagten, og det tidligere Jugoslavien. Organisationens hovedmål er at assistere demokratiske politiske partier, ungdomsorganisationer og ikke-statslige organisationer med fokus på projekter med unge samt valgobservationer.
I dag arbejder Silba hovedsageligt i og med Rusland (den vestlige del og Kaliningrad), Hviderusland, Ukraine, Moldova, Aserbajdsjan, Armenien og Georgien.
Organisationen blev grundlagt i 1994 med navnet "SILBA – Support Initiative for Liberals in the Baltic Area". Dengang arbejdede Silba kun med liberale ungdomsorganisationer i de tre baltiske stater. Siden har organisationen været tværpolitisk funderet, fra 2016 under navnet Silba - Initiative for Dialogue and Democracy.